# Beestig
Beestig is een dierenprogramma op VTM, een productie van Hotel Hungaria. Het programma vertelt verhalen van eigenaren over hun huisdieren.
Het programma wordt elke zondagavond uitgezonden om 18:20. De eerste aflevering was te zien op 30 september 2018.  

## Rubrieken
Tijdens het programma zijn er verschillende rubrieken die iedere aflevering terugkomen.
- Perfect Match: in deze rubriek gaat dierenarts Joshua Dutré op zoek naar een geschikt huisdier voor een koppel of gezin.
- Ten huize van: hier krijgt de kijker elke week de kans om het huisdier van een bekende Vlaming te leren kennen.
- Zoologisch: een antwoord op de vraag waarom een dier een bepaald gedrag vertoont krijgt m'n tijdens deze rubriek.
- Vreemde vogels: speciale (huis)dieren krijgen hier een moment om zich te tonen.
- Dieren weetjes: hier krijgt men informatie over verschillende dieren. Vaak is het één bepaald thema waar weetjes van verschillende dieren worden uitgelegd.
- Verwende nesten: gepersonaliseerde plekjes in het huis of de tuin voor dier en baasje. Vooral doe-het-zelf-projecten.